# Walter Augustin Villiger
Walter Augustin Villiger (Lenzburg, Suíça, 25 de dezembro de 1872 – Jena, 5 de fevereiro de 1938) foi um astrônomo e engenheiro da Carl Zeiss AG. Descobriu dentre outros o asteroide 428 Monachia.